# Кшиштоф Шульборський
Кшиштоф Шульборский (пол. Krzysztof Szulborski, 26 лютого 1970, Гданськ) — польський шеф-кухар, з 2001 року президент Асоціації польських кухарів та співзасновник Поморської кулінарної академії у Гданську. У 2015—2016 роках був головним редактором журналу «Кулінарна академія». Поціновувач та пропагандист регіональних кухонь, а також організатор змагань та кулінарних заходів.

## Кар'єра
У 1988—1989 роках працював у ресторації «Сучасна» (пол. Współczesna) в Гданську шеф-кухарем, а з 1989 по 1991 рік у ресторані «Вчасова» (пол. Wczasowa) у Сопоті. У 1991—2009 роках пройшов усі рівні професійної кар'єри в готелі Orbis SA Hotel. У 2009 році став власником приватної консалтингової компанії KINGS, яка займається кулінарними консультаціями та професійним навчанням, адресованим шеф-кухарям та рестораторам. Того ж року став співзасновником Поморської кулінарної академії.
У 2014—2015 роках був співвласником ресторану 'Jack's Bar & Restaurant' у Гдині. З 2015 по 2016 рік був головним редактором журналу «Кулінарна академія», адресованого до студентів гастрономічних шкіл та молодих студентів кулінарного мистецтва. У 2015—2017 роках проводив кулінарне навчання для працівників різних ресторанів. У 2016 році був заступником голови екзаменаційної комісії «Підмайстер, Професіонал за професією кухаря» при Поморській ремісничій палаті, а у 2018 році — головою цієї комісії.
Фейлетоніст, автор текстів для наступних журналів: «Порадник Реставратора», «Food Service», «Реставрація», а також одиночні публікації для ділових журналів («Galerie Handlowe», «Manhattan Business»).
Є автором, видавцем та співавтором книги «Уроки смаків», адресованої студентам та викладачам гастрономічних шкіл. Є співавтором кухарської книги «Гриль з чемпіонами світу» (2010) та співавтором кухарської книги «Від Кухні» (2017).
Був організатором Чемпіонату Польщі в стравах з морської риби, «Жнив тріски» (2004—2018) та Кулінарного чемпіонату молодших кухарських команд (2004—2007). Організовував кулінарні шоу: Європейські кухні в Гданську (2004), під час заходу «Targi Wyposażenia i Żywności w Gastronomii Baltpiek» i Gastroexpo (2005—2015) та під час Домініканського ярмарку в Гданську (2005—2007). Був організатором кулінарних змагань: «Зелені Шапки» з Бондюель (2007), «Pomuchel» в Лебі (2005), і «Креатор смаку» (2004—2007). Брав участь у кулінарних заходах: «Найбільший Пиріг» (2004), «Шеф-кухарі для дітей, або в країні обжерливості» (2004), «Слідкуйте за карнавалом з Газетою Виборчою» (2005), побиття рекордів Гіннеса у найбільшій порції риби на грилі (2004) та приготування найбільшої кількості овочевого супу (2005).
Організував поїздку кухарів та кондитерів на Кулінарну Олімпіаду ІКА 2008 та 2012 років («Pomerania-Culinary Team of Poland»), 2016 («National Culinary Team of Poland» — срібна медаль) та в 2020 році («Culinary Team of Poland» — бронзова медаль).
Є співорганізатором поїздки польських кухарів до США на змагання із гриля Jack Daniel's (2006—2008).

## Основні звання та професійні досягнення
- Звання шеф-кухаря 1992 року.
- Звання «Чемпіон чемпіонів» присвоєно Академією гастрономії в Польщі ARS COQUINARIA 2019.
- Гермес Кулінарний — Кулінарна особистість 2013 — нагорода, яку присуджує щомісячник «Poradnik Restauratora» та кулінарна та гастрономічна промисловість у Польщі.
- Премія за діяльність Асоціації польських кухарів — «Bursztynowy Mieczyk 2011»
- Срібний призер кулінарної Олімпіади в Ерфурті 2016 року у «National Culinary Team of Poland» та бронзовий у «Pomerania-Culinary Team of Poland» в 2008 році та у «Culinary Team of Poland» у 2020 році.
- «Оскар кулінарний 2007» у категорії «Промоутер регіональної кухні» — нагорода, яку надає кулінарна громада в Польщі.
- Чемпіон світу з барбекю 2006 року.
- Чемпіон Чехії з приготування гуляшу 2009.
- Вавжинець 2006 року — нагорода, яку надає гастрономічна громада Польщі.

## Важливі тренування з гастрономії
- 2009—2015 — Кулінарний радник, тренер проектів регенерації, спрямований на власників та працівників ресторанів. Комплексне гастрономічне навчання, що охоплює ділову, адміністративну та виробничу частини в галузі HoReCa.
- 2015 — спікер на Gastroexpo 2015[14].
- 2015 — головний тренер проекту «Кулінарні шоу» для місцевої групи рибного господарства «Водний світ».
- 2014 р. — головний тренер проекту «Кухня з Ікрою», організованого Місцевою рибальською групою «Кашуби» для учнів шкіл з гастрономії.
- 2014 рік — серія навчальних занять «Кухар з майстрами» в рамках проекту Агенції сільськогосподарського ринку «Польща Смакує Традицію», адресованого молодим людям з гастрономічних шкіл.
- 2012—2014 рр. — серія шоу для Агенції сільськогосподарського ринку «Польща смакує традицію».
- 2013 рік — Тренінг для Бюро зайнятості в Ольштині «Сучасний гастрономічний працівник» — проект, що фінансується із Фонду Європейського Союзу.
- 2012—2014 — методичний тренер, автор дидактичних матеріалів у кулінарному проекті, адресованому викладачам гастрономічних та кондитерських шкіл «Майстри професіоналів — Patissier Chocolatier»
- 2012—2014 рр. — методичний тренер, автор дидактичних матеріалів та тестів, що перевіряють знання кулінарного проекту In i Out, адресованого викладачам гастрономії, кондитерських та хлібопекарських шкіл «Вдосконалення щоденного хліба професійного вчителя».
- 2012—2013 — тренер у проекті, що фінансується із Фонду Європейського Союзу і «Час для нас — стажування для викладачів та практичних інструкторів з професійної підготовки».
- 2012 р. — головний методичний тренер проекту, що фінансується із Фонду Європейського Союзу, та Кашубським національним університетом — «Організатор гастрономії в туризмі».
- 2012 р. — тренер та викладач кулінарного проекту, що фінансується із Фонду Європейського Союзу «Перша робота» — проекту, спрямованого на молодь з дитячих будинків.
- 2011 р. — тренер та викладач, автор навчальних матеріалів та тестів In і Out у проекті, що фінансується Фондом Європейського Союзу — «Ефективний учитель кулінарного мистецтва — реалізація моделі».
- 2011 р. — Кулінарний тренінг «Кулінарне задоволення в серці Польщі» — проект, що фінансується разом із Кластером виробників яловичини та Фондом Європейського Союзу. Тренер, викладач, автор екзаменаційних тестів та навчального плану.
- 2011 р. — «Страви з гарячої риби та морепродуктів на основі кулінарних тенденцій світової кухні» — тренінг, організований спільно з Фондом Європейського Союзу та компанією PERFECTER для учнів гастрономічних шкіл. Тренер, викладач, автор навчальних матеріалів та екзаменаційних тестів.
- 2010—2011 — «Професійний шеф-кухар як джерело професійного успіху в Польщі» — тренінг, організований спільно з Європейським Союзом та U.P.E.M.I. Лектор, автор навчальних матеріалів, тренер, екзаменатор.
- 2010 р. — «Страви з гарячої риби в польській кухні» — тренінг, організований спільно з Фондом Європейського Союзу та PERFECTER для учнів шкіл з гастрономії. Тренер, викладач, автор навчальних матеріалів та екзаменаційних тестів.
- 2009—2011 — «Професійний шеф-кухар як джерело успіху ринку гастрономії в Польщі» — тренінг, організований спільно з Фондом Європейського Союзу та STALGAST. Лектор, автор схеми навчання та тренер власної професійної підготовки.
- 2009—2010 — Людина найкраща інвестиція «Кулінарне задоволення від Вармії та Мазур» — тренер, автор екзаменаційних тестів та навчального плану, викладач.
- 2008—2009 рр. — проект «Навчіться від найкращих стати шеф-кухарем регіональних страв» — викладач, автор та тренер авторських екзаменів професійної підготовки
- 2007—2008 — «Туризм спільна справа» — навчання кулінарній техніці, мистецтву харчування — викладач, тренер, екзаменатор.